# Hispastathes hispoides
Hispastathes hispoides là một loài bọ cánh cứng trong họ Cerambycidae.